# Mauro Rostagno
Mauro Rostagno, né à Turin le 6 mars 1942 et mort à Lenzi di Valderice le 26 septembre 1988, est un militant, sociologue et journaliste italien, assassiné par la mafia.

## Biographie
Étudiant en sociologie à l'université de Trente, il est l'un des leaders des manifestations de 1968 en Italie. Marxiste non-violent, il cofonde le mouvement Lotta continua avec Adriano Sofri. 
Disciple du gourou Osho, il fait ensuite un voyage en Inde, à la découverte des philosophies orientales. 
En 1981 avec Francesco Cardella qui l'avait suivi en Inde, il fonde dans le quartier Lenzi de Valderice la communauté Saman, qui vient en aide aux toxicomanes. Il reçoit le soutien du socialiste Bettino Craxi.
Il collabore à la chaîne de télévision locale Radio Tele Cine de Trapani, pour laquelle il enquête sur la mafia locale et ses liens avec les milieux économiques et politiques. Il suit le procès des chefs mafieux Nitto Santapaola et Mariano Agate pour le meurtre du maire de Castelvetrano Vito Lipari.
Il est assassiné par deux tueurs le 26 septembre 1988 au soir, à Lenzi di Valderice. Le procureur privilégie d'abord la piste interne à Saman, poussant Cardella à fuir au Nicaragua, et conduisant les enquêteurs à arrêter l'épouse de Rostagno, Chicca Roveri . Entachée d'erreurs et de manquements, l'enquête est reprise en direction d'un assassinat commandité par le boss de Trapani, Vincenzo Virga, qui en aurait reçu la demande de Francesco Messina Denaro (it) de Mazara del Vallo.
Un tueur de la Cosa nostra déjà condamné, Vito Mazzara, dont un ADN compatible à 99,9 % avec le sien a été retrouvé sur l'arme du crime, est condamné à la réclusion à perpétuité comme auteur de l'assassinat, avant d'être relaxé en appel en 2018, relaxe confirmée par la Cour de cassation en 2020, laissant le meurtre sans tueur, mais attribué à la mafia. Vincenzo Virga, le commanditaire, est lui condamné à réclusion à perpétuité.